# Cassi Climent
Cassi Climent (Cassius Clemens) fou un cavaller romà que va militar al costat de Pescenni Níger i el 195 fou jutjat per Septimi Sever. La seva defensa fou tan digna que Sever, admirat, li va garantir la vida i li va permetre conservar la seva propietat.